# Фалькон, Максимилиано
Максимилиано Хоэль Фалькон Пикарт (исп. Maximiliano Joel Falcón Picart; род. 1 мая 1997, Пайсанду) — уругвайский футболист, защитник клуба «Коло-Коло».

## Клубная карьера
Фалькон — воспитанник столичного клуба «Насьональ». В 2019 года Максимилиано подписал свой первый профессиональный контракт с «Рентистас». 11 мая в матче против «Серрито» он дебютировал в уругвайской Сегунде. 25 мая в поединке против «Такуарембо» Максимилиано забил свой первый гол за «Рентистас». По итогам сезона Фалькон помог клубу выйти в элиту. 16 февраля 2020 года в матче против «Насьоналя» он дебютировал в уругвайской Примере.
Летом 2020 года Фалькон перешёл в чилийский «Коло-Коло». 10 ноября в матче против «Депортес Антофагаста» он дебютировал в чилийской Примере. 5 декабря в поединке против «Уачипато» Максимилиано забил свой первый гол за «Коло-Коло». В 2021 году он помог клубу завоевать Кубок Чили.

## Достижения
Клубные
 «Коло-Коло»
- Обладатель Кубка Чили — 2021